# بخش وارناسی
بخش وارناسی (به انگلیسی: Varanasi district) یک منطقهٔ مسکونی در هند است که در Varanasi division واقع شده‌است. بخش وارناسی ۱٬۵۳۵ کیلومتر مربع مساحت و ۳٬۶۷۶٬۸۴۱ نفر جمعیت دارد.